# Jawornik (pasmo połonin)
Jawornik (1047 m n.p.m.) – całkowicie zalesiony szczyt w Bieszczadach Zachodnich, położony na północny wschód od Połoniny Wetlińskiej, w bocznym grzbiecie opadającym z Hasiakowej Skały. Dwie stosunkowo głębokie przełęcze (odpowiednio 874 i 825 m n.p.m.) oddzielają go od Hasiakowej Skały oraz Dwernika Kamienia. Górę opływają dwa duże potoki – Hylaty od zachodu i Nasiczniański Potok od wschodu. Przez Jawornik nie przebiegają szlaki turystyczne.
W jego północnym zboczu znajduje się niewielka Jaskinia Jawornicka.
W Bieszczadach znajduje się też inny szczyt o tej samej nazwie – Jawornik w paśmie granicznym.